# Tuandong
Tuandong (kinesiska: 湍东, 湍东镇) är en köping i Kina. Den ligger i provinsen Henan, i den centrala delen av landet, omkring 250 kilometer sydväst om provinshuvudstaden Zhengzhou. Antalet invånare är 60 444. Befolkningen består av 29 455 kvinnor och 30 989 män. Barn under 15 år utgör 23,0 %, vuxna 15-64 år 69 %, och äldre över 65 år 7,0 %.
Genomsnittlig årsnederbörd är 916 millimeter. Den regnigaste månaden är augusti, med i genomsnitt 158 mm nederbörd, och den torraste är januari, med 5 mm nederbörd.